# Ginglymodi
De Ginglymodi zijn een groep straalvinnige beenvissen, momenteel vertegenwoordigd door de alligatorsnoek (Lepisosteidae). Hun oudste fossielen dateren uit het Midden-Trias (ongeveer 242 miljoen jaar geleden). Ze kenden een opmerkelijke ontwikkeling tijdens het Mesozoïcum.

## Naamgeving
De Ginglymodi werden in 1871 benoemd door Edward Drinker Cope.
De klade Ginglymodi is gedefinieerd als alle Neopterygii die nauwer verwant zijn aan Lepisosteus dan aan Dapedium, Amia of Pholidophorus. Ze omvatten twee hoofdgroepen, de Lepisosteiformes (inclusief de huidige alligatorsnoek, maar ook uitgestorven vormen zoals Lepidotes en Scheenstia) en de uitgestorven Semionotiformes. Naast deze groepen omvatten Ginglimodi verschillende vormen van onzekere toewijzing, zoals Neosemionotus en Kyphosichthys.

## Beschrijving
Deze groep omvat talrijke soorten van zeer verschillende afmetingen en vormen. Sommige waren enkele tientallen centimeters lang, andere (zoals de huidige alligatorsnoek) zijn enkele meters lang. Sommige Ginglymodi hadden een robuust en compact lichaamsprofiel (Seminotus, Lepidotes), anderen een lang en zijdelings afgeplat lichaam (Kyphosichthys), weer anderen een langwerpig en dun lichaam (Lepisosteus). Alle levende of uitgestorven ginglimoden zijn/waren echter voorzien van zware schubben bedekt met ganoïne.
Ondanks deze opmerkelijke morfologische diversiteit, worden de Ginglymodi als geheel gekenmerkt door verschillende synapomorfieën: een exoccipitale (bot van het schedeldak) dat naar voren is verlengd en de nervus vagus omgeeft, het maxillaire bot met verbreding richting het neusbeen, het suboperculare goed ontwikkeld en met een verdund bovendeel, de afwezigheid van een angulare tussen de twee takken van de onderkaak, het lange en smalle neusbeen, het oog omgeven door een gesloten ring van kleine botten (circumorbitale ring); bovendien articuleert het supracleithrum (een bot van de schoudergordel) met het slaapbeen dankzij een hol gewrichtsoppervlak. Een rij tanden loopt langs de top tussen de kieuwen en zijvlakken van de cleithrum en schubachtige stralen zijn aanwezig langs de bovenrand van de staartvin.

## Fylogenie
De Ginglymodi zijn op verschillende manieren geclassificeerd: als behorend tot de Holostei (samen met de Halecomorphi, zoals Amia calva) of als een zustergroep van de clade Halecostomi (inclusief de Amiiformes en de Teleostei). Momenteel beschouwt men ze liever als de zustergroep van de Halecomorphi wat de Holostei in traditionele zin monofyletisch maakt (Lopez-Arbarello, 2012). 
Een cladogram van de belangrijkste groepen Ginglymodi is hieronder weergegeven:
| Lepisosteoidea | \| \| Lepisosteidae \| \| \| \| \| \| Obaichthyidae † \| \| \| \| |
|                | \| \| Lepisosteidae \| \| \| \| \| \| Obaichthyidae † \| \| \| \| |
|                | Pliodetes †                                                       |
|                |                                                                   |
|                | Araripelepidotes †                                                |
|                |                                                                   |
|                | Lepisosteidae                                                     |
|                |                                                                   |
|                | Obaichthyidae †                                                   |
|                |                                                                   |

|  | Lepisosteidae   |
|  |                 |
|  | Obaichthyidae † |
|  |                 |

| Lepisosteoidea | \| \| Lepisosteidae \| \| \| \| \| \| Obaichthyidae † \| \| \| \| |
|                | \| \| Lepisosteidae \| \| \| \| \| \| Obaichthyidae † \| \| \| \| |
|                | Pliodetes †                                                       |
|                |                                                                   |
|                | Araripelepidotes †                                                |
|                |                                                                   |
|                | Lepisosteidae                                                     |
|                |                                                                   |
|                | Obaichthyidae †                                                   |
|                |                                                                   |

|  | Lepisosteidae   |
|  |                 |
|  | Obaichthyidae † |
|  |                 |

|  | Callipurbeckiidae † |
|  |                     |
|  | Macrosemiidae †     |
|  |                     |
|  | Semionotidae †      |
|  |                     |

| Lepisosteoidea | \| \| Lepisosteidae \| \| \| \| \| \| Obaichthyidae † \| \| \| \| |
|                | \| \| Lepisosteidae \| \| \| \| \| \| Obaichthyidae † \| \| \| \| |
|                | Pliodetes †                                                       |
|                |                                                                   |
|                | Araripelepidotes †                                                |
|                |                                                                   |
|                | Lepisosteidae                                                     |
|                |                                                                   |
|                | Obaichthyidae †                                                   |
|                |                                                                   |

|  | Lepisosteidae   |
|  |                 |
|  | Obaichthyidae † |
|  |                 |

| Lepisosteoidea | \| \| Lepisosteidae \| \| \| \| \| \| Obaichthyidae † \| \| \| \| |
|                | \| \| Lepisosteidae \| \| \| \| \| \| Obaichthyidae † \| \| \| \| |
|                | Pliodetes †                                                       |
|                |                                                                   |
|                | Araripelepidotes †                                                |
|                |                                                                   |
|                | Lepisosteidae                                                     |
|                |                                                                   |
|                | Obaichthyidae †                                                   |
|                |                                                                   |

|  | Lepisosteidae   |
|  |                 |
|  | Obaichthyidae † |
|  |                 |

|  | Callipurbeckiidae † |
|  |                     |
|  | Macrosemiidae †     |
|  |                     |
|  | Semionotidae †      |
|  |                     |